# TRW Automotive
Pour les articles homonymes, voir TRW (homonymie).
TRW Automotive (NYSE : TRW) est l'un des principaux fournisseurs de systèmes pour l'automobile. Son siège social est situé à Livonia, aux États-Unis.

## Histoire
En 2002, Northrop Grumman acquiert TRW dans le cadre d'une OPA hostile de 7,8 milliards de dollars. Il vend les activités automobiles de ce dernier à Blackstone pour 4,73 milliards de dollars, créant ainsi TRW Automotive.
En septembre 2014, ZF Friedrichshafen acquiert TRW Automotive pour environ 13,5 milliards de dollars.